# Esteban Edward Torres
Esteban Edward Torres (Miami, 27 gennaio 1930 – Miami, 25 gennaio 2022) è stato un politico e ambasciatore statunitense di origini messicane, membro del Partito Democratico e deputato al Congresso per lo stato della California dal 1983 al 1999.

## Biografia
Figlio di un minatore messicano fatto rimpatriare negli anni trenta, Torres servì nell'esercito e successivamente venne nominato ambasciatore presso l'UNESCO, oltre a collaborare con l'amministrazione Carter.
Nel 1982 si candidò alla Camera con il Partito Democratico e venne eletto. Dopo aver servito al Congresso otto mandati, nel 1999 si ritirò e venne succeduto dalla compagna di partito Grace Napolitano. Una volta lasciata la politica nazionale, Torres si dedicò a quella locale e si stabilì a West Covina.